# Zawozy

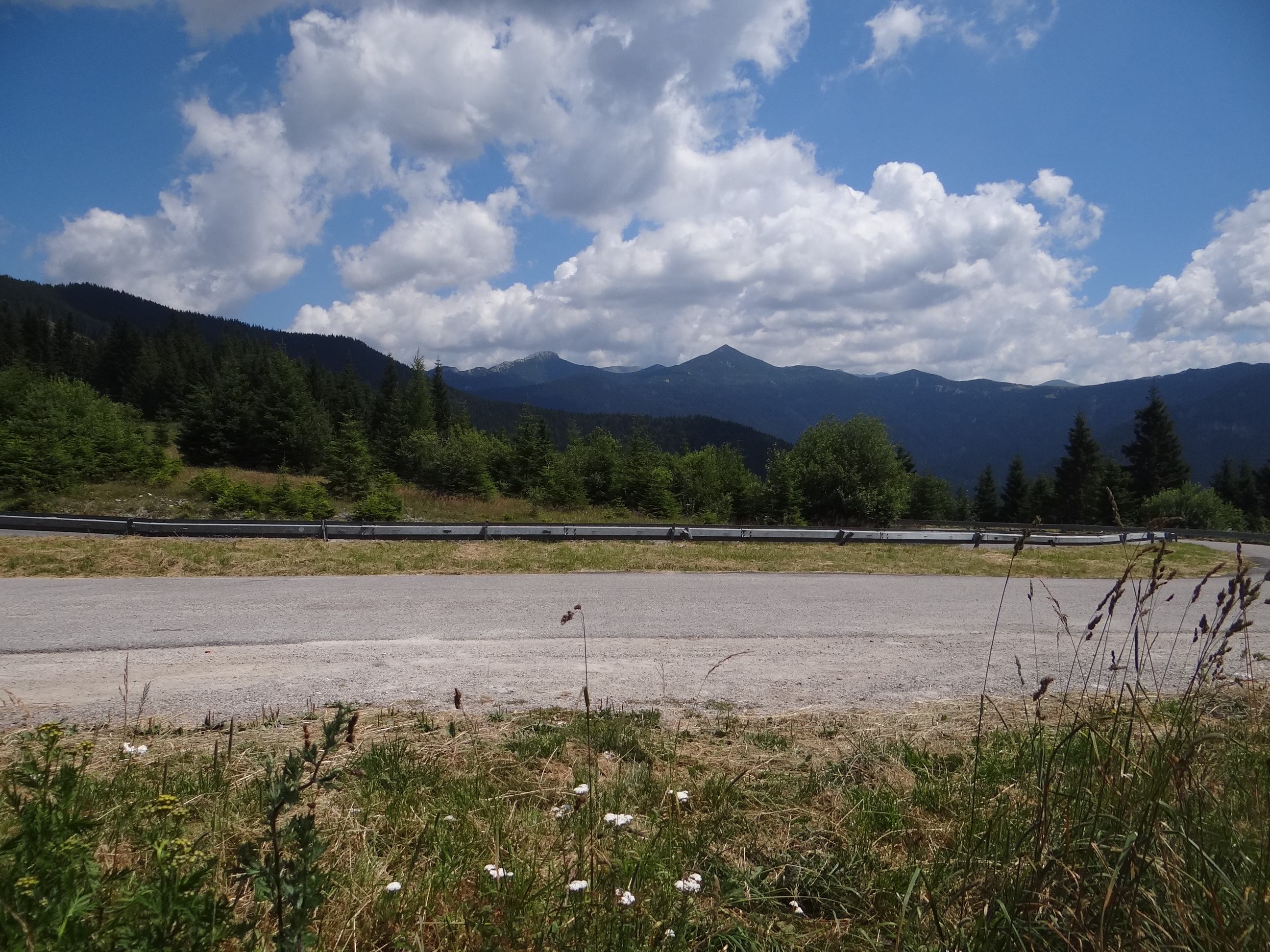
Zawozy i widok na Dolinę Suchą Sielnicką

Zawozy (słow. Závozy) – duża polana w słowackich Tatrach Zachodnich. Znajduje się na Kwaczańskiej Przełęczy, pomiędzy Golicą Huciańską a Ostrym Wierchem Kwaczańskim, na wysokości 1020–1070 m. Przecina ją szosa z Liptowskich Matiaszowiec przez Huciańską Przełęcz do Zuberca, przy polanie tej wykonując ostry łuk. Znajduje się tutaj niewielki parking dla samochodów. Z Zawozów roztaczają się widoki na Dolinę Suchą Sielnicką w Tatrach, Kotlinę Liptowską, Góry Choczańskie i Skoruszyńskie Wierchy.
Dawniej była to polana pasterska i stanowiła własność mieszkańców Kwaczany. Poniżej Zawozów, przy tej samej szosie, na stokach Golicy znajduje się jeszcze druga polana – Wyżnie Łąki.